# Promenadvagn

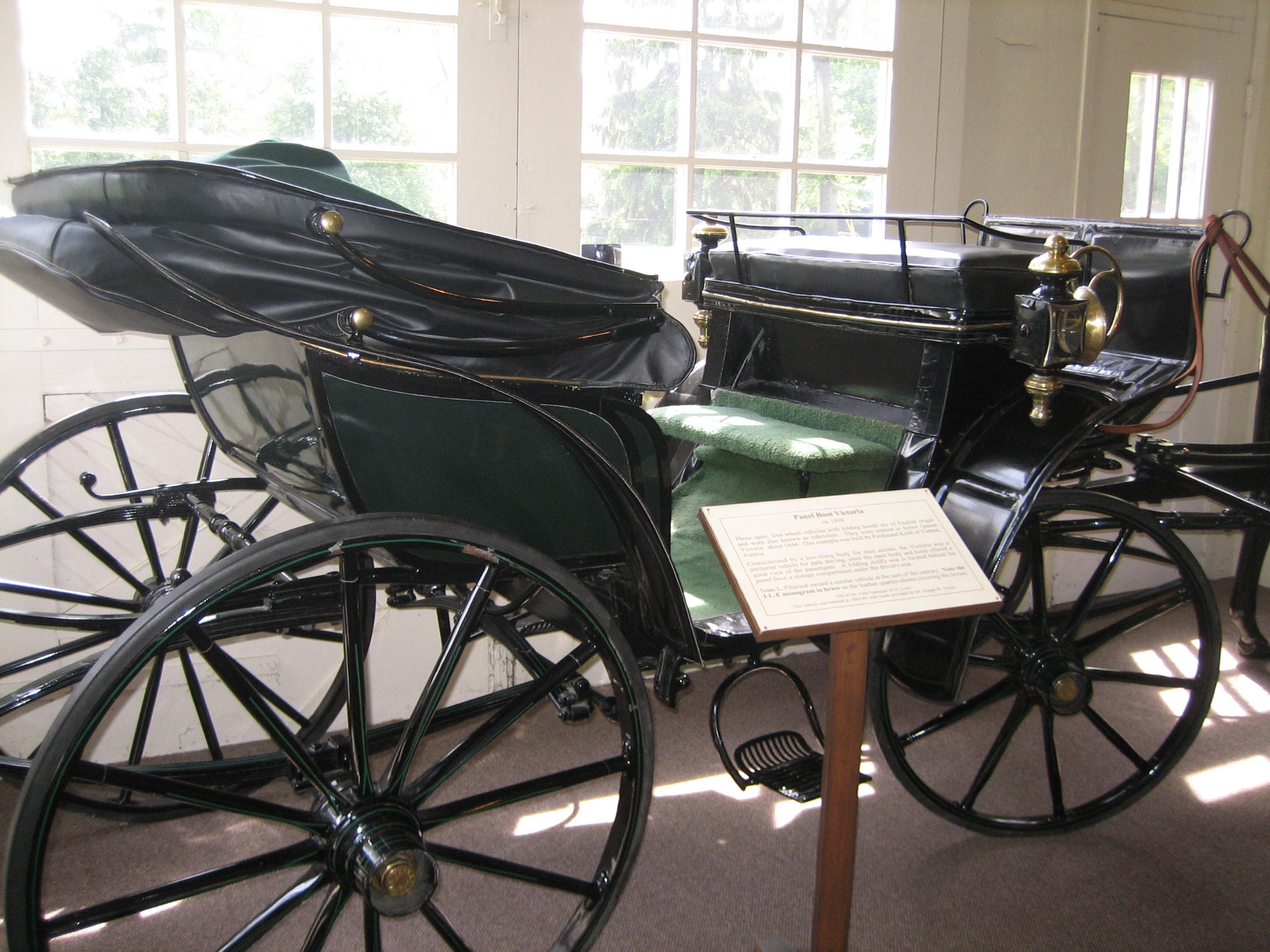
Viktoria

Promenadvagn är en typ av hästdragen vagn, en enklare variant av viktoria, och finns i många olika utföranden. 
Promenadvagn tillverkades av de flesta svenska vagnmakarna som specialiserat sig på åkvagnar. Promenadvagnen är en lättgående och bekväm familjevagn som användes både i staden och på landsbygden.
Vagnen är försedd med ett bekvämt säte för två vuxna samt ett litet strapontinsäte(enkelt säte för barn med ryggen mot körriktningen). Kuskbocken är avtagbar till skillnad från viktorian. Ovanligt med sufflett.